# تيري بويل
تيري بويل (بالإنجليزية: Terry Boyle)‏ (29 أكتوبر 1958 في المملكة المتحدة - ) هو مدرب كرة قدم ولاعب كرة قدم بريطاني في مركز الدفاع. شارك مع منتخب ويلز تحت 21 سنة لكرة القدم ومنتخب ويلز لكرة القدم. أما مع النوادي، فقد لعب مع توتنهام هوتسبير وسوانزي سيتي وكارديف سيتي وكريستال بالاس ونادي باري تاون يونايتد ونادي بريستول سيتي ونادي جامعة كارديف ميتروبوليتان ونيوبورت كونتي ونادي ميرثير تيدفيل ‏ ونادي ويمبلدون وEbbw Vale F.C. ‏ وCinderford Town A.F.C. ‏.

## وصلات خارجية
- تيري بويل على موقع قاعدة بيانات كرة القدم.إي يو (الإنجليزية)